# Prix Nebula de la meilleure nouvelle courte
Les prix Nebula sont attribués chaque année pour les œuvres publiées pendant l'année calendaire précédente.
La catégorie de la meilleure nouvelle courte (short story) récompense des œuvres de fantasy et de science-fiction comptant moins de 7 500 mots.

## Palmarès
Les gagnants sont cités en premier, suivis par les autres œuvres nommées.

### Années 1960

#### 1965
« Repens-toi, Arlequin » dit Monsieur Tic-Tac ("Repent, Harlequin!" Said the Ticktockman) par Harlan Ellison
- Écologie intégrée (Balanced Ecology) par James H. Schmitz
- Calme plat en enfer (Becalmed in Hell) par Larry Niven
- Invasion en bleu (A Better Mousehole) par Edgar Pangborn
- Better Than Ever par Alex Kirs
- On demande le docteur Tic-Tac (Calling Dr. Clockwork) par Ron Goulart
- Viens à Vénus mélancolie (Come to Venus Melancholy) par Thomas M. Disch
- Les ordinateurs ne discutent pas (Computers Don't Argue) par Gordon R. Dickson
- Cyclops par Fritz Leiber
- Les Autos sauvages (Devil Car) par Roger Zelazny
- Huit milliards d'hommes à Manhattan (The Eight Billion) par Richard Wilson
- Les yeux ne servent pas qu'à voir (Eyes Do More Than See) par Isaac Asimov
- Qui se ressemble s'assemble (A Few Kindred Spirits) par John Christopher
- Le Fondateur (Founding Father) par Isaac Asimov
- Game par Donald Barthelme
- Les Lendemains qui chantent (The Good New Days) par Fritz Leiber
- The House the Blakeneys Built par Avram Davidson
- In Our Block par R. A. Lafferty
- Inside Man par H. L. Gold
- Keep Them Happy par Robert Rohrer
- Un guerrier d'avenir (A Leader for Yesteryear) par Mack Reynolds
- Lord Moon par Jane Beauclerk
- The Mischief Maker par Richard Olin
- Of One Mind par James A. Durham
- Une visite chez mère-grand (Over the River and Through the Woods) par Clifford D. Simak
- The Peacock King par Larry McCombs et Ted White
- Un mardi soir bien calme (Slow Tuesday Night) par R. A. Lafferty
- Souvenir par J. G. Ballard
- Though a Sparrow Fall par Scott Nichols
- Uncollected Works par Lin Carter
- Impasse dans le temps (Wrong-Way Street) par Larry Niven

#### 1966
The Secret Place par Richard McKenna
- Lumière des jours enfuis (Light of Other Days) par Bob Shaw
- Un homme dans son temps (Man In His Time) par Brian W. Aldiss

#### 1967
…et pour toujours Gomorrhe (Aye, and Gomorrah…) par Samuel R. Delany
- S.O.S. médecin (Answering Service) par Fritz Leiber
- La Plus grande vedette du monde (Baby, You Were Great) par Kate Wilhelm
- The Doctor par Ted Thomas
- Opalines (Driftglass) par Samuel R. Delany
- La Femme de la Terre (Earthwoman) par Reginald Bretnor

#### 1968
Les Planificateurs (The Planners) par Kate Wilhelm
- The Dance of the Changer and the Three par Terry Carr
- Idiot's Mate par Robert Taylor
- Supernova (Kyrie) par Poul Anderson
- Masques (Masks) par Damon Knight
- Sword Game par H. H. Hollis

#### 1969
Passagers (Passengers) par Robert Silverberg
- Ligne de fuite (The Last Flight of Dr. Ain) par James Tiptree, Jr.
- L'Homme qui apprit à aimer (The Man Who Learned Loving) par Theodore Sturgeon
- La Fin des magiciens (Not Long Before the End) par Larry Niven
- Brisé comme un lutin de verre (Shattered Like a Glass Goblin) par Harlan Ellison

### Années 1970
| Sommaire : | - Haut - 1970 - 1971 - 1972 - 1973 - 1974 - 1975 - 1976 - 1977 - 1978 - 1979 |

#### 1970
(non décerné)
- Au bord des chutes (By the Falls) par Harry Harrison
- A Cold Dark Night with Snow par Kate Wilhelm
- The Creation of Bennie Good par James Sallis
- A Dream at Noonday par Gardner Dozois
- Parfaite et entière chrysolite (Entire and Perfect Chrysolite) par R. A. Lafferty
- À la queue ! (In the Queue) par Keith Laumer
- L'Île du docteur mort et autres histoires (The Island of Doctor Death and Other Stories) par Gene Wolfe

#### 1971
Bonnes nouvelles du Vatican (Good News from the Vatican) par Robert Silverberg
- Le Dieu des païens (Heathen God) par George Zebrowski
- Tour d'ivoire (Horse of Air) par Gardner Dozois
- Le Dernier Spectre (The Last Ghost) par Stephen Goldin

#### 1972
Lorsque tout changea (When It Changed) par Joanna Russ
- Against the Lafayette Escadrille par Gene Wolfe
- Je me suis éveillé sur le flanc froid de la colline (And I Awoke and Found Me Here on the Cold Hill's Side) par James Tiptree, Jr.
- On the Downhill Side par Harlan Ellison
- Comment Shaffery devint immortel (Shaffery Among the Immortals) par Frederik Pohl
- Quand on est allés voir la fin du monde (When We Went to See the End of the World) par Robert Silverberg

#### 1973
Le plan est l'amour, le plan est la mort (Love Is the Plan the Plan Is Death) par James Tiptree, Jr.
- How I Lost the Second World War and Helped Turn Back the German Invasion par Gene Wolfe
- Requin (Shark) par Edward Bryant
- La Beauté de la chose (A Thing of Beauty) par Norman Spinrad
- Wings par Vonda N. McIntyre
- Au matin tombe la brume (With Morning Comes Mistfall) par George R. R. Martin

#### 1974
À la veille de la Révolution (The Day Before the Revolution) par Ursula K. Le Guin
- Après la chute de King Kong (After King Kong Fell) par Philip José Farmer
- Une plage au bout du chemin (The Engine at Heartspring's Center) par Roger Zelazny

#### 1975
Dernier Zeppelin pour cet univers (Catch That Zeppelin!) par Fritz Leiber
- Attachment par Phyllis Eisenstein
- Child of All Ages par P. J. Plauger
- Faire Lennon (Doing Lennon) par Gregory Benford
- Find the Lady par Nicholas Fisk
- Growing Up in Edge City par Frederik Pohl
- Sail the Tide of Mourning par Richard A. Lupoff
- A Scraping at the Bones par Algis Budrys
- Le Septième Jour (Shatterday) par Harlan Ellison
- La Biche et le Temps (Time Deer) par Craig Strete
- Utopie d'un homme qui est fatigué (Utopia of a Tired Man) par Jorge Luis Borges
- Blanches créatures (White Creatures) par Gregory Benford
- L'Appel du loup blanc (White Wolf Calling) par Charles L. Grant

#### 1976
Une foule d'ombres (A Crowd of Shadows) par Charles L. Grant
- Back to the Stone Age par Jake Saunders
- Breath's a Ware That Will Not Keep par Thomas F. Monteleone
- Mary Margaret la Niveleuse (Mary Margaret Road-Grader) par Howard Waldrop
- Stone Circle par Lisa Tuttle
- Tricentenaire (Tricentennial) par Joe Haldeman

#### 1977
Jeffty, cinq ans (Jeffty Is Five) par Harlan Ellison
- Raid aérien  (Air Raid) par John Varley (sous le pseudonyme de Herb Boehm)
- Camera Obscura par Thomas F. Monteleone
- The Hibakusha Gallery par Edward Bryant
- Tin Woodman par Dennis R. Bailey et Dave Bischoff

#### 1978
Chant de pierre (Stone) par Edward Bryant
- Cassandre (Cassandra) par C. J. Cherryh
- A Quiet Revolution for Death par Jack Dann

#### 1979
giANTS par Edward Bryant
- Les Voyages extraordinaires d'Amélie Bertrand (The Extraordinary Voyages of Amélie Bertrand) par Joanna Russ
- Rouge comme le sang (Red as Blood) par Tanith Lee
- Sonate sans accompagnement (Unaccompanied Sonata) par Orson Scott Card
- Vernalfest Morning par Michael Bishop
- Par la croix et le dragon (The Way of Cross and Dragon) par George R. R. Martin

### Années 1980
| Sommaire : | - Haut - 1980 - 1981 - 1982 - 1983 - 1984 - 1985 - 1986 - 1987 - 1988 - 1989 |

#### 1980
La Grotte des cerfs qui dansent (Grotto of the Dancing Deer) par Clifford D. Simak
- Secrets intimes (Secrets of the Heart) par Charles L. Grant
- A Sunday Visit with Great-Grandfather par Craig Strete
- Guerre sous l'arbre (War Beneath the Tree) par Gene Wolfe
- Fenêtre (Window) par Bob Leman

#### 1981
La Flûte d'os (The Bone Flute) par Lisa Tuttle
- Disciples par Gardner Dozois
- Going Under par Jack Dann
- Johnny Mnemonic (Johnny Mnemonic) par William Gibson
- Passe le temps (The Pusher) par John Varley
- The Quiet par George Florance-Guthridge
- Venise engloutie (Venice Drowned) par Kim Stanley Robinson
- Zeke par Timothy R. Sullivan

#### 1982
Une lettre des Cleary (A Letter from the Clearys) par Connie Willis
- Corridors par Barry N. Malzberg
- God's Hooks! par Howard Waldrop
- High Steel par Jack C. Haldeman II (en) et Jack Dann
- Petra  (Petra) par Greg Bear
- Le Pape des chimpanzés (The Pope of the Chimps) par Robert Silverberg

#### 1983
Apaisement (The Peacemaker) par Gardner Dozois
- Cryptic par Jack McDevitt
- The Geometry of Narrative par Hilbert Schenck (en)
- Ghost Town par Chad Oliver
- Her Furry Face par Leigh Kennedy
- Wong's Lost and Found Emporium par William F. Wu

#### 1984
Enfant du matin (Morning Child) par Gardner Dozois
- The Aliens Who Knew, I Mean, Everything par George Alec Effinger
- A Cabin on the Coast par Gene Wolfe
- The Eichmann Variations par George Zebrowski
- Salvador (Salvador) par Lucius Shepard
- Jardins engloutis (Sunken Gardens) par Bruce Sterling

#### 1985
Les Visiteurs (Out of All Them Bright Stars) par Nancy Kress
- Flying saucer rock and roll (Flying Saucer Rock & Roll) par Howard Waldrop
- Les Dieux de Mars (The Gods of Mars) par Gardner Dozois, Jack Dann et Michael Swanwick
- Légataires de la Terre (Heirs of the Perisphere) par Howard Waldrop
- Hong's Bluff par William F. Wu
- More Than the Sum of His Parts par Joe Haldeman
- Paper Dragons par James P. Blaylock
- La Neige (Snow) par John Crowley

#### 1986
Tangentes (Tangents) par Greg Bear
- Le garçon qui tressait les crinières (The Boy Who Plaited Manes) par Nancy Springer
- Ce soir dorment les lions (The Lions Are Asleep This Night) par Howard Waldrop
- Joli mec sur l'écran (Pretty Boy Crossover) par Pat Cadigan
- Un rat à New York (Rat) par James Patrick Kelly
- Le Robot qui rêvait (Robot Dreams) par Isaac Asimov

#### 1987
À toi pour toujours, Anna (Forever Yours, Anna) par Kate Wilhelm
- Tombent les anges (Angel) par Pat Cadigan
- Cassandra's Photographs par Lisa Goldstein
- The Faithful Companion at Forty par Karen Joy Fowler
- Kid Charlemagne par Paul Di Filippo
- Temple to a Minor Goddess par Susan Shwartz
- Mes nuits chez Harry (Why I Left Harry's All-Night Hamburgers) par Lawrence Watt-Evans

#### 1988
Bible Stories for Adults, No. 17: The Deluge par James Morrow
- The Color Winter par Steven Popkes
- Dead Men on TV par Pat Murphy
- The Fort Moxie Branch par Jack McDevitt
- Mrs. Shummel Exits a Winner par John Kessel
- Voices of the Kill par Thomas M. Disch

#### 1989
Quelques rides sur la mer de Dirac (Ripples in the Dirac Sea) par Geoffrey A. Landis
- The Adinkra Cloth par Mary C. Aldridge
- Nibards (Boobs) par Suzy McKee Charnas
- Dori Bangs par Bruce Sterling
- Enfants perdus (Lost Boys) par Orson Scott Card
- The Ommatidium Miniatures par Michael Bishop

### Années 1990
| Sommaire : | - Haut - 1990 - 1991 - 1992 - 1993 - 1994 - 1995 - 1996 - 1997 - 1998 - 1999 |

#### 1990
Les ours découvrent le feu (Bears Discover Fire) par Terry Bisson
- Before I Wake par Kim Stanley Robinson
- Lieserl (Lieserl) par Karen Joy Fowler
- De l'amour et du sexe chez les invertébrés (Love and Sex Among the Invertebrates) par Pat Murphy
- The Power and the Passion par Pat Cadigan
- Story Child par Kristine Kathryn Rusch

#### 1991
Ma Qui (Ma Qui) par Alan Brennert
- Buffalo par John Kessel
- the button, and what you know par W. Gregory Stewart
- Ténèbres (The Dark) par Karen Joy Fowler
- Dog's Life par Martha Soukup
- Ils sont faits de viande (They're Made Out of Meat) par Terry Bisson

#### 1992
Même Sa Majesté (Even the Queen) par Connie Willis
- L'Emplacement arbitraire des murs (The Arbitrary Placement of Walls) par Martha Soukup
- Les Binocles de Lennon (Lennon Spex) par Paul Di Filippo
- Life Regarded as a Jigsaw Puzzle of Highly Lustrous Cats par Michael Bishop
- La montagne ira à Mahomet (The Mountain to Mohammed) par Nancy Kress
- Vinland the Dream par Kim Stanley Robinson

#### 1993
Graves par Joe Haldeman
- Alfred par Lisa Goldstein
- Tous les vœux (All Vows) par Esther M. Friesner
- The Beggar in the Living Room par William John Watkins
- The Good Pup par Bridget McKenna
- Le Marin qui déposa Christophe Colomb à terre (The Man Who Rowed Christopher Columbus Ashore) par Harlan Ellison

#### 1994
Plaidoyer pour les contrats sociaux (A Defense of the Social Contracts) par Martha Soukup
- I Know What You're Thinking par Kate Wilhelm
- Inspiration par Ben Bova
- Pas si aveugle (None So Blind) par Joe Haldeman
- Understanding Entropy par Barry N. Malzberg
- Virtual Love par Maureen F. McHugh

#### 1995
Death and the Librarian par Esther M. Friesner
- Alien Jane par Kelley Eskridge (en)
- Grass Dancer par Owl Goingback
- The Kingdom of Cats and Birds par Geoffrey A. Landis
- The Lincoln Train par Maureen F. McHugh
- The Narcissus Plague par Lisa Goldstein
- Short Timer par Dave Smeds

#### 1996
A Birthday par Esther M. Friesner
- Five Fucks par Jonathan Lethem
- In the Pound, Near Breaktime par Kent Brewster
- In the Shade of the Slowboat Man par Dean Wesley Smith
- Cordes (The String) par Kathleen Ann Goonan
- L'Essence des morts (These Shoes Strangers Have Died Of) par Bruce Holland Rogers

#### 1997
Sister Emily's Lightship par Jane Yolen
- Burning Bright par K. D. Wentworth
- The Crab Lice par Gregory Feeley
- La Vie des morts (The Dead) par Michael Swanwick
- The Elizabeth Complex par Karen Joy Fowler
- Cordélia (Itsy Bitsy Spider) par James Patrick Kelly

#### 1998
Treize chemins pour l'eau (Thirteen Ways to Water) par Bruce Holland Rogers
- Fortune and Misfortune par Lisa Goldstein
- Standing Room Only par Karen Joy Fowler
- Tall One par K. D. Wentworth
- When the Bow Breaks par Steven Brust
- Winter Fire par Geoffrey A. Landis

#### 1999
The Cost of Doing Business par Leslie What
- Ancient Engines par Michael Swanwick
- Basil the Dog par Frances Sherwood
- Le Garçon mort à votre fenêtre (The Dead Boy at Your Window) par Bruce Holland Rogers
- Flower Kiss par Constance Ash
- Radiant Doors par Michael Swanwick

### Années 2000
| Sommaire : | - Haut - 2000 - 2001 - 2002 - 2003 - 2004 - 2005 - 2006 - 2007 - 2008 - 2009 |

#### 2000
Meucs (macs) par Terry Bisson
- L'Auteur de fantasy et son assistante (The Fantasy Writer's Assistant) par Jeffrey Ford
- Flying Over Water par Ellen Klages
- The Golem par Severna Park
- Scherzo avec tyrannosaure (Scherzo with Tyrannosaur) par Michael Swanwick
- You Wandered Off Like a Foolish Child To Break Your Heart and Mine par Pat York

#### 2001
The Cure for Everything par Severna Park
- Les Éléphants de Neptune (The Elephants on Neptune) par Mike Resnick
- Kaddish for the Last Survivor par Michael A. Burstein
- Mom and Dad at the Home Front par Sherwood Smith
- Wound the Wind par George Zebrowski

#### 2002
Creature par Carol Emshwiller
- Création (Creation) par Jeffrey Ford
- Coupure (Cut) par Megan Lindholm
- Tout sauf un chien (The Dog Said Bow-Wow) par Michael Swanwick
- Little Gods par Tim Pratt
- Nothing Ever Happens in Rock City par Jack McDevitt

#### 2003
What I Didn't See par Karen Joy Fowler
- The Brief History of the Dead par Kevin Brockmeier
- Derniers adieux (Goodbye to All That) par Harlan Ellison
- Grandma par Carol Emshwiller
- Knapsack Poems par Eleanor Arnason
- Lambing Season par Molly Gloss
- The Last of the O-Forms par James Van Pelt

#### 2004
Coming to Terms par Eileen Gunn
- Aloha par Ken Wharton
- Embracing-the-New par Benjamin Rosenbaum
- In the Late December par Greg van Eekhout (en)
- The Strange Redemption of Sister Mary Ann par Mike Moscoe
- Voyages avec mes chats (Travels with My Cats) par Mike Resnick

#### 2005
I Live With You par Carol Emshwiller
- Born-Again par K. D. Wentworth
- The End of the World As We Know It par Dale Bailey
- Notre mère qui dansez (My Mother, Dancing) par Nancy Kress
- Singing My Sister Down par Margo Lanagan
- Still Life With Boobs par Anne Harris
- There's a Hole in the City par Richard Bowes

#### 2006
Écho (Echo) par Elizabeth Hand
- An End to All Things par Karina Sumner-Smith
- Helen Remembers the Stork Club par Esther M. Friesner
- Henry James, This One's for You par Jack McDevitt
- Pip and the Fairies par Theodora Goss
- The Woman in Schrödinger's Wave Equations par Eugene Mirabelli

#### 2007
Always (Always) par Karen Joy Fowler
- Captive Girl par Jennifer Pelland
- Pride par Mary Turzillo
- The Story of Love par Vera Nazarian
- Titanium Mike Saves the Day par David D. Levine
- Unique Chicken Goes In Reverse par Andy Duncan

#### 2008
Trophy Wives par Nina Kiriki Hoffman
- 26 Monkeys, Also the Abyss par Kij Johnson
- The Button Bin par Mike Allen (en)
- Don't Stop par James Patrick Kelly
- The Dreaming Wind par Jeffrey Ford
- Mars: A Traveler's Guide par Ruth Nestvold
- L'Épouse au tombeau (The Tomb Wife) par Gwyneth Jones

#### 2009
Mêlée (Spar) par Kij Johnson
- Lunes de gel (Bridesicle) par Will McIntosh
- Going Deep par James Patrick Kelly
- Hooves and the Hovel of Abdel Jameela par Saladin Ahmed
- I Remember the Future par Michael A. Burstein
- Non-Zero Probabilities par N. K. Jemisin

### Années 2010
| Sommaire : | - Haut - 2010 - 2011 - 2012 - 2013 - 2014 - 2015 - 2016 - 2017 - 2018 - 2019 |

#### 2010
Poneys (Ponies) par Kij Johnson et How Interesting: A Tiny Man par Harlan Ellison (ex æquo)
- Véelles (Arvies) par Adam-Troy Castro
- I’m Alive, I Love You, I’ll See You in Reno par Vylar Kaftan
- The Green Book par Amal El-Mohtar
- Ghosts of New York par Jennifer Pelland
- Conditional Love par Felicity Shoulders

#### 2011
La Ménagerie de papier (The Paper Menagerie) par Ken Liu
- Les Mains de son mari (Her Husband’s Hands) par Adam-Troy Castro
- Mama, We are Zhenya, Your Son par Tom Crosshill
- Movement par Nancy Fulda
- Shipbirth par Aliette de Bodard
- The Axiom of Choice par David W. Goldman
- The Cartographer Wasps and the Anarchist Bees par E. Lily Yu

#### 2012
Immersion (Immersion) par Aliette de Bodard
- Robot par Helena Bell
- Fragmentation, or Ten Thousand Goodbyes par Tom Crosshill
- Nanny’s Day par Leah Cypess
- Give Her Honey When You Hear Her Scream par Maria Dahvana Headley
- Le Livre chez diverses espèces (The Bookmaking Habits of Select Species) par Ken Liu
- Five Ways to Fall in Love on Planet Porcelain par Cat Rambo

#### 2013
If You Were a Dinosaur, My Love par Rachel Swirsky (en)
- The Sounds of Old Earth par Matthew Kressel
- Les histoires de selkies sont pour les losers (Selkie Stories Are for Losers) par Sofia Samatar
- Selected Program Notes from the Retrospective Exhibition of Theresa Rosenberg Latimer par Kenneth Schneyer
- Alive, Alive Oh par Sylvia Spruck Wrigley

#### 2014
Jackalope Wives par Ursula Vernon
- Le Souffle de la guerre (The Breath of War) par Aliette de Bodard
- When It Ends, He Catches Her par Eugie Foster
- The Meeker and the All-Seeing Eye par Matthew Kressel
- The Vaporization Enthalpy of a Peculiar Pakistani Family par Usman T. Malik
- Une greffe à deux voies (A Stretch of Highway Two Lanes Wide) par Sarah Pinsker
- La Reine pêcheuse (The Fisher Queen) par Alyssa Wong (en)

#### 2015
Hungry Daughters of Starving Mothers par Alyssa Wong (en)
- Des photos de chats, SVP (Cat Pictures Please) par Naomi Kritzer (en)
- Damage par David D. Levine
- Madeleine par Amal El-Mohtar
- Aujourd'hui je suis Paul (Today I Am Paul) par Martin L. Shoemaker
- When Your Child Strays from God par Sam J. Miller

#### 2016
Seasons of Glass and Iron par Amal El-Mohtar
- Our Talons Can Crush Galaxies par Brooke Bolander
- Sabbath Wine par Barbara Krasnoff
- Les Choses à barbe (Things With Beards) par Sam J. Miller
- This Is Not a Wardrobe Door par A. Merc Rustad
- A Fist of Permutations in Lightning and Wildflowers par Alyssa Wong (en)
- Welcome to the Medical Clinic at the Interplanetary Relay Station│Hours Since the Last Patient Death: 0 par Caroline M. Yoachim (en)

#### 2017
Welcome to Your Authentic Indian Experience™ par Rebecca Roanhorse
- La Dernière Plume (The Last Novelist (or A Dead Lizard in the Yard)) par Matthew Kressel (en)
- Fandom for Robots par Vina Jie-Min Prasad (en)
- Utopia, LOL? par Jamie Wahls
- Clearly Lettered in a Mostly Steady Hand par Fran Wilde (en)
- Carnival Nine par Caroline M. Yoachim (en)

#### 2018
The Secret Lives of the Nine Negro Teeth of George Washington par P. Djèlí Clark
- Interview for the End of the World par Rhett Bruno
- Going Dark par Richard Fox
- And Yet par A. T. Greenblatt
- Guide sorcier de l'évasion : Atlas pratique des contrées réelles et imaginaires (A Witch’s Guide to Escape: A Practical Compendium of Portal Fantasies) par Alix E. Harrow
- The Court Magician par Sarah Pinsker

#### 2019
Give the Family My Love par A. T. Greenblatt
- The Dead, In Their Uncontrollable Power par Karen Osborne
- And Now His Lordship Is Laughing par Shiv Ramdas
- Ten Excerpts from an Annotated Bibliography on the Cannibal Women of Ratnabar Island par Nibedita Sen
- A Catalog of Storms par Fran Wilde (en)
- How the Trick Is Done par A. C. Wise

### Années 2020
| Sommaire : | - Haut - 2020 - 2021 - 2022 - 2023 - 2024 |

#### 2020
Open House on Haunted Hill par John Wiswell (en)
- Badass Moms in the Zombie Apocalypse par Rae Carson
- Advanced Word Problems in Portal Math par Aimee Picchi
- A Guide for Working Breeds par Vina Jie-Min Prasad (en)
- The Eight-Thousanders par Jason Sanford (en)
- My Country Is a Ghost par Eugenia Triantafyllou

#### 2021
Where Oaken Hearts Do Gather par Sarah Pinsker
- Mr. Death par Alix E. Harrow
- Proof by Induction par José Pablo Iriarte (en)
- Let All the Children Boogie par Sam J. Miller
- Laughter Among the Trees par Suzan Palumbo
- For Lack of a Bed par John Wiswell (en)

#### 2022
Rabbit Test par Samantha Mills
- Destiny Delayed par Oghenechovwe Donald Ekpeki (en)
- Give Me English par Ai Jiang
- Douen par Suzan Palumbo
- Dick Pig par Ian Muneshwar
- D.I.Y par John Wiswell (en)

#### 2023
Tantie Merle and the Farmhand 4200 par R. S. A. Garcia (en)
- Once Upon a Time at The Oakmont par P. A. Cornell
- Window Boy par Thomas Ha
- The Sound of Children Screaming par Rachel K. Jones
- Better Living Through Algorithms par Naomi Kritzer (en)
- Bad Doors par John Wiswell (en)

#### 2024
Why Don’t We Just Kill the Kid in the Omelas Hole par Isabel J. Kim (en)
- The Witch Trap par Jennifer Hudak
- Five Views of the Planet Tartarus par Rachael K. Jones
- Evan: A Remainder par Jordan Kurella
- The V*mpire par PH Lee
- We Will Teach You How to Read  par Caroline M. Yoachim (en)